# Adrian Moise
Adrian Ionuț Moise (ur. 29 listopada 1990 w Bukareszcie) – rumuński zapaśnik startujący w stylu wolnym. Zajął dziewiąte miejsce na mistrzostwach świata w 2017. Piąty na mistrzostwach Europy w 2013, 2014, 2016 i 2017. Piętnasty na Igrzyskach europejskich w 2015. Wicemistrz igrzysk frankofońskich w 2013. Trzeci na ME juniorów w 2009 roku.